# Mănăstirea Sanahin
Mănăstirea Sanahin este o mănăstirea armeană fondată în secolul 10 în provincia Lori din Armenia.
Numele Sanahin se traduce literal din armeană „ace(a)sta este mai vechi/e decât acela/aceia”, aceasta exprimând probabil ideea că este o mănăstire mai veche decât Mănăstirea Haghpat⁠(d), aflată în apropiere. Cele două sate și mănăstirile lor sunt asemănătoare în mai multe privințe și se află pe două platouri diferite, separate de o „crăpătură” adâncă pe unde curge un râu mic ce se scruge în râul Debed⁠(d).
Asemenea mănăstirii Haghpat, Sanahin este frecventată de un număr din ce în ce mai mare de turiști din cauza includerii recente a acesteia în itinerariile unui număr mare de agenții turistice armene, frumuseața complexului mănăstiresc egalând-o pe cea a mănăstirii Haghpat. Complexul aparține Bisericii Apostolice Armene, numeroase hacikare (pietre cu gravuri elaborate reprezentând cruci) și morminte ale episcopilor fiind  răspândite aici.

## Galerie

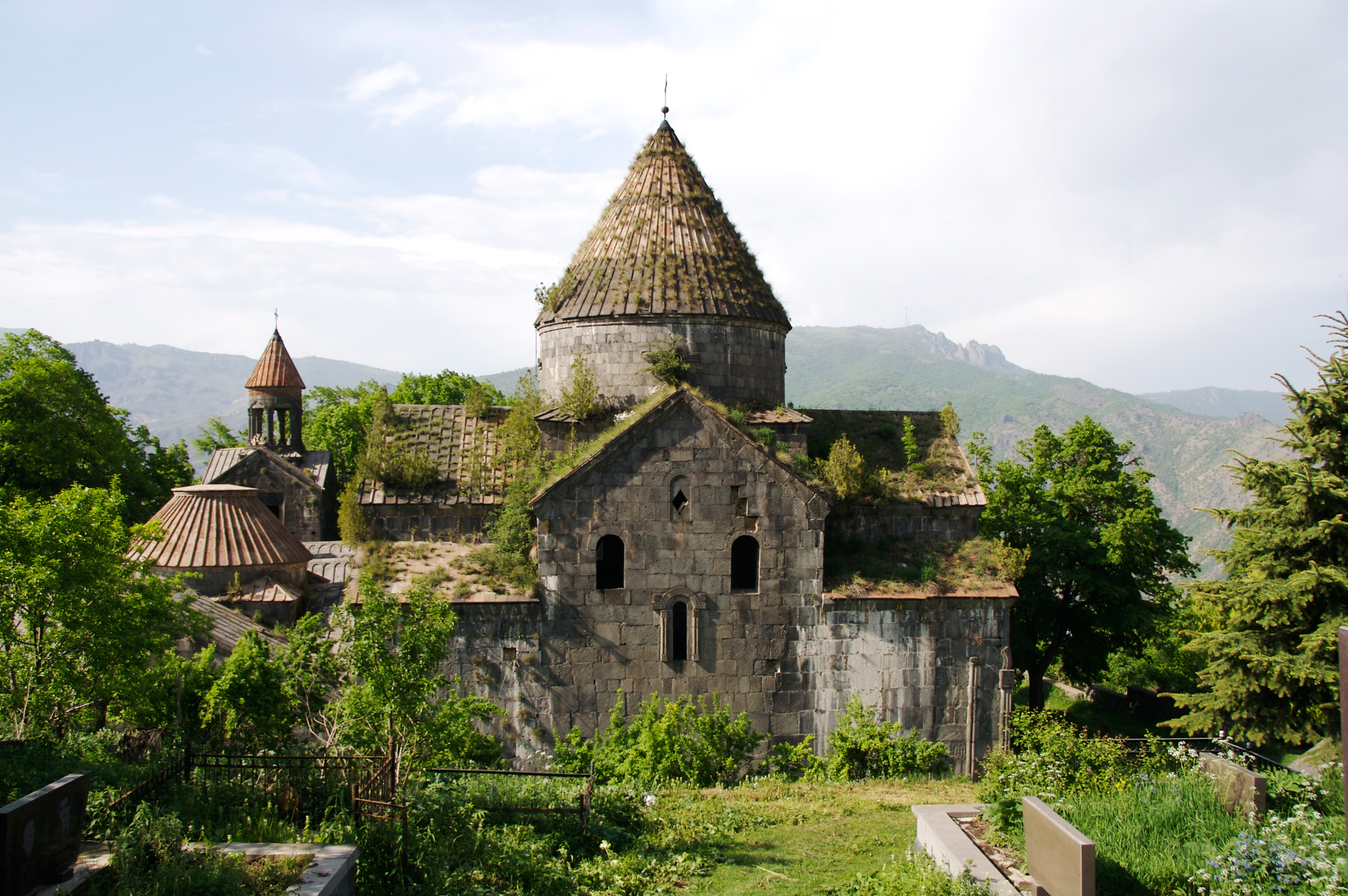
Vedere generală
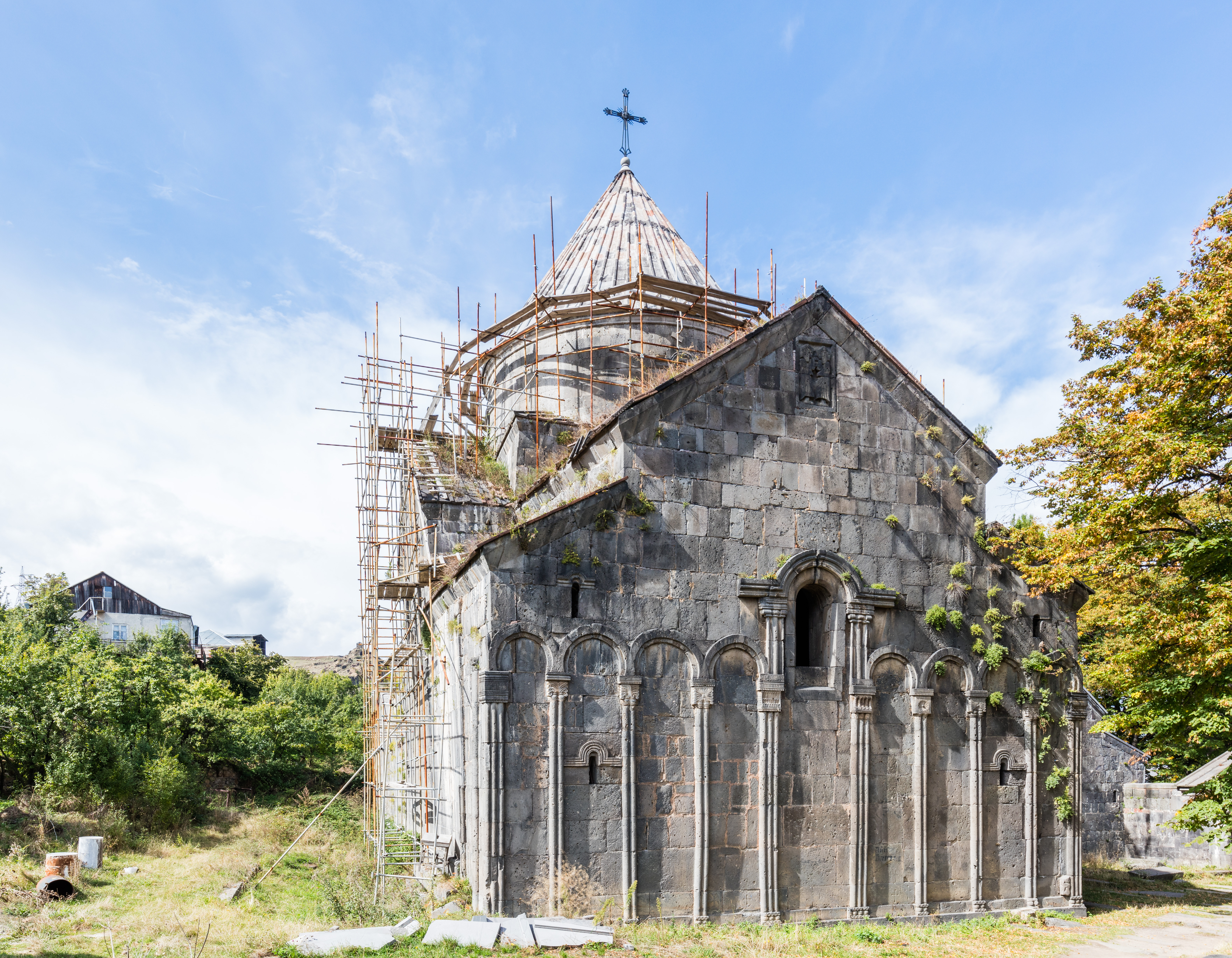
Capela Sf. Grigore
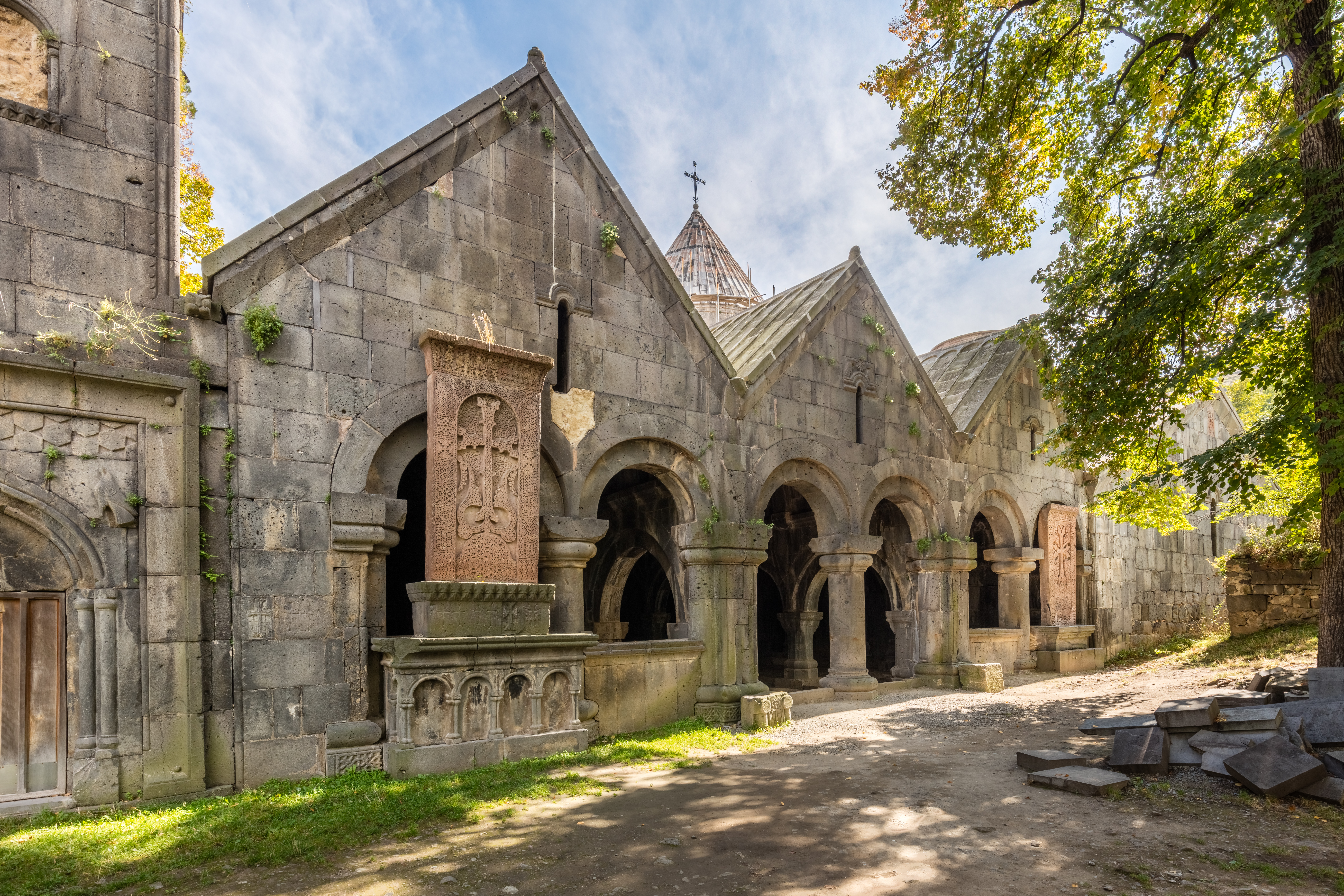
Priveliște exterioară
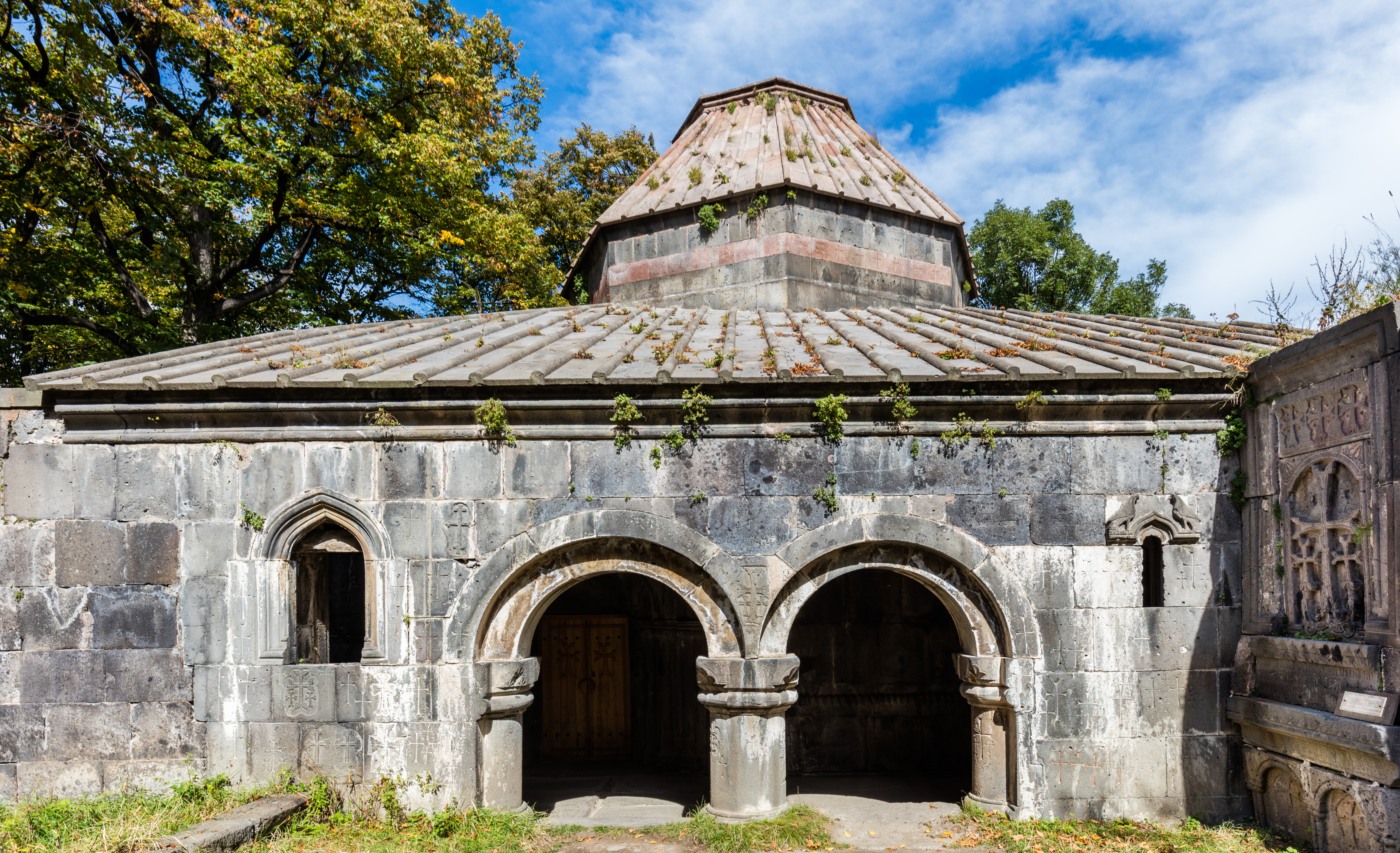
Biblioteca mănăstirii
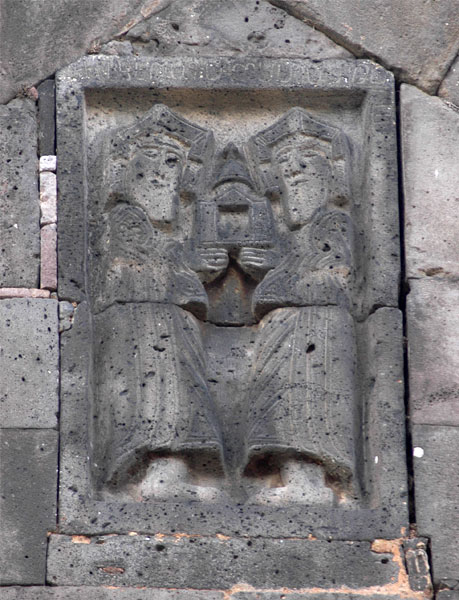
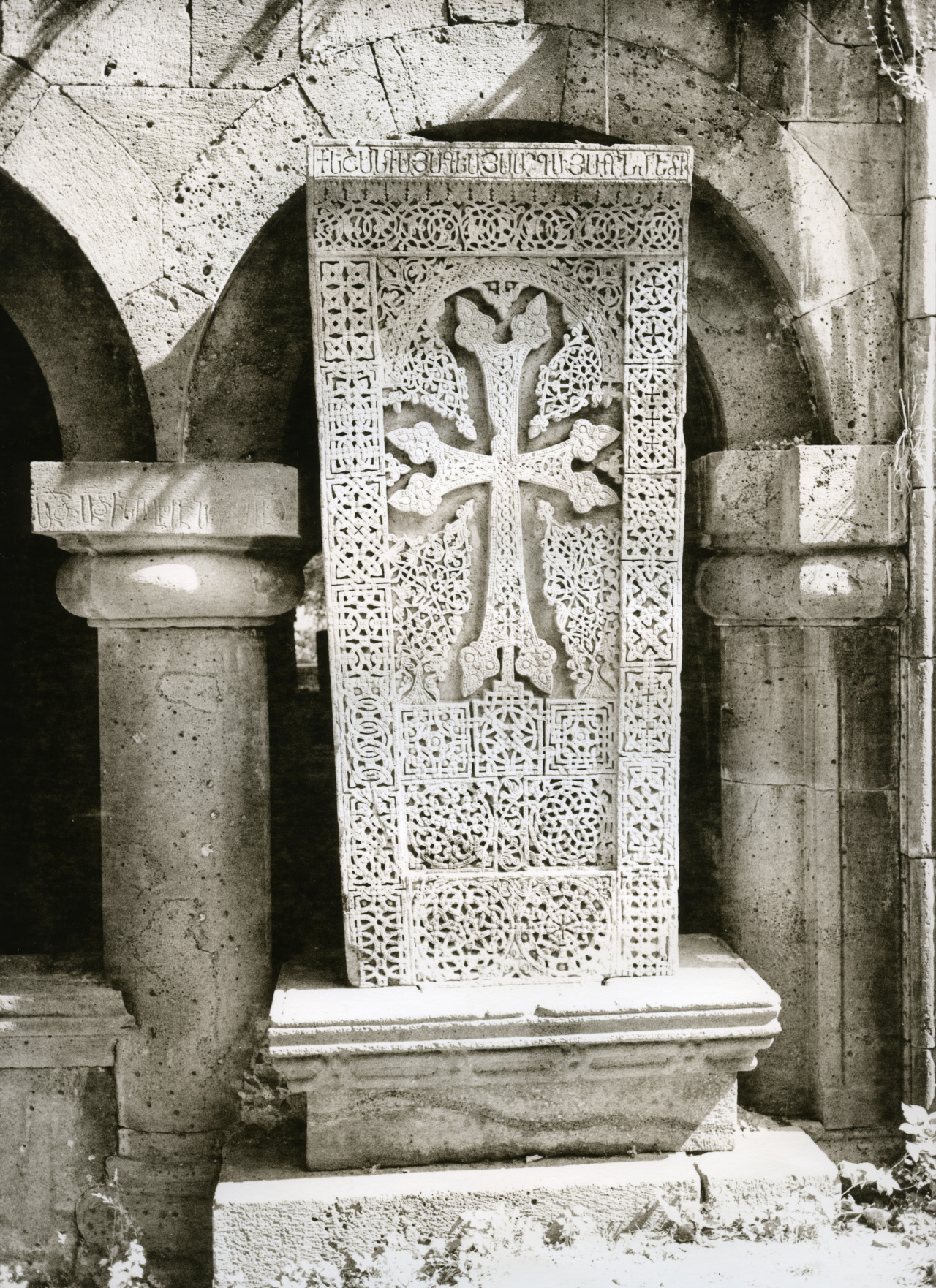
Hacikar
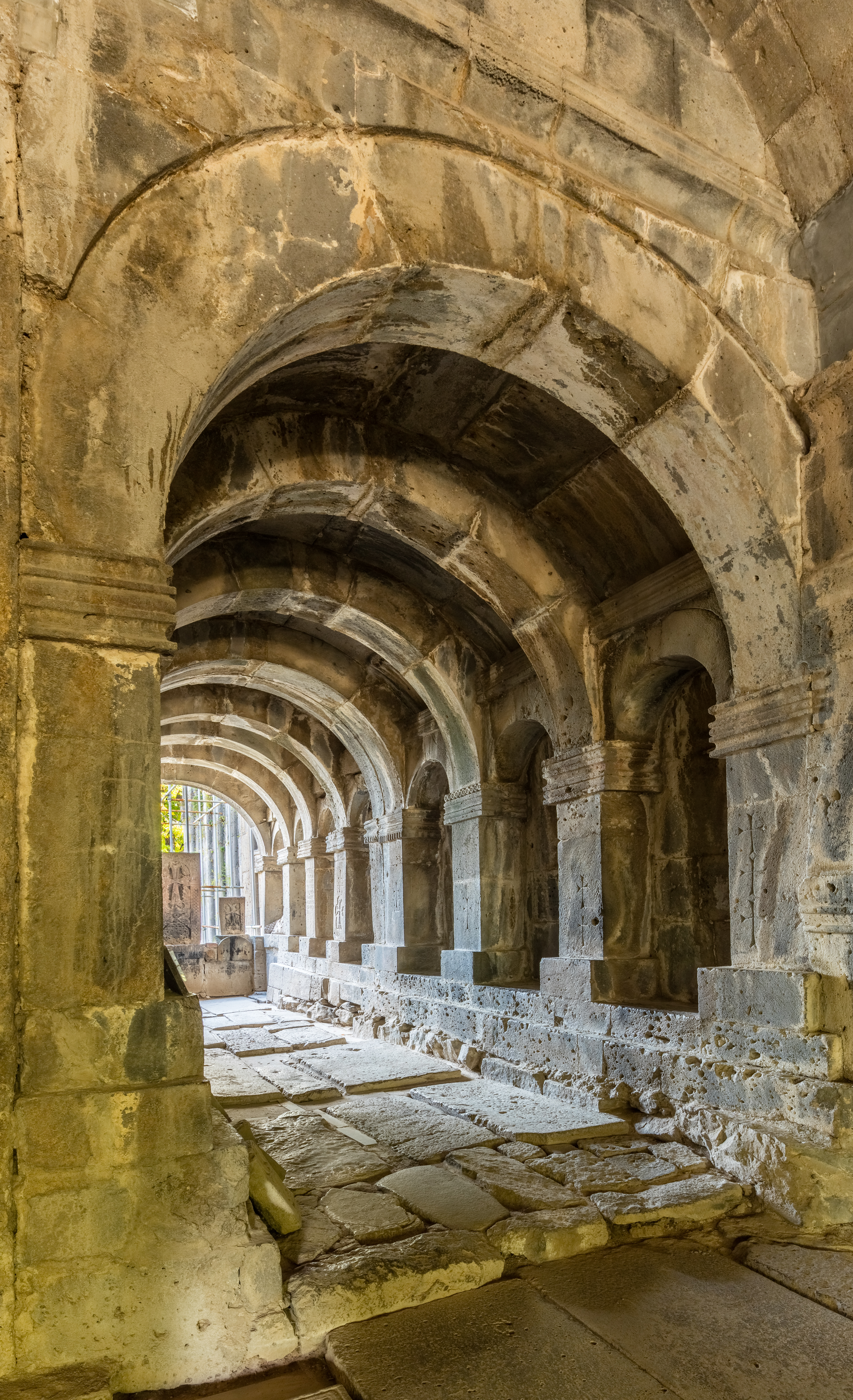
Interiorul mănăstirii Sanahin, Armenia
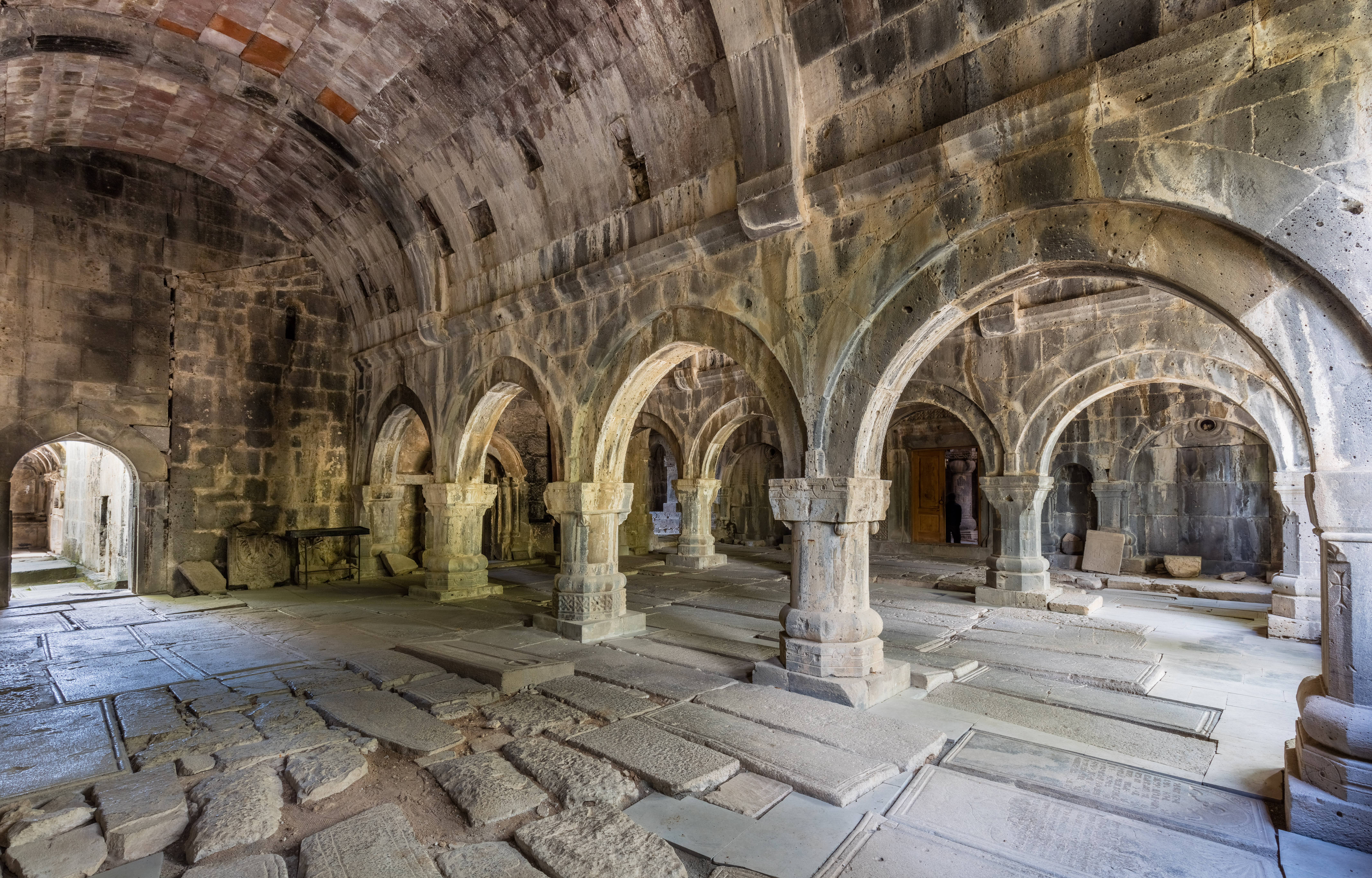
Interiorul mănăstirii Sanahin, Armenia
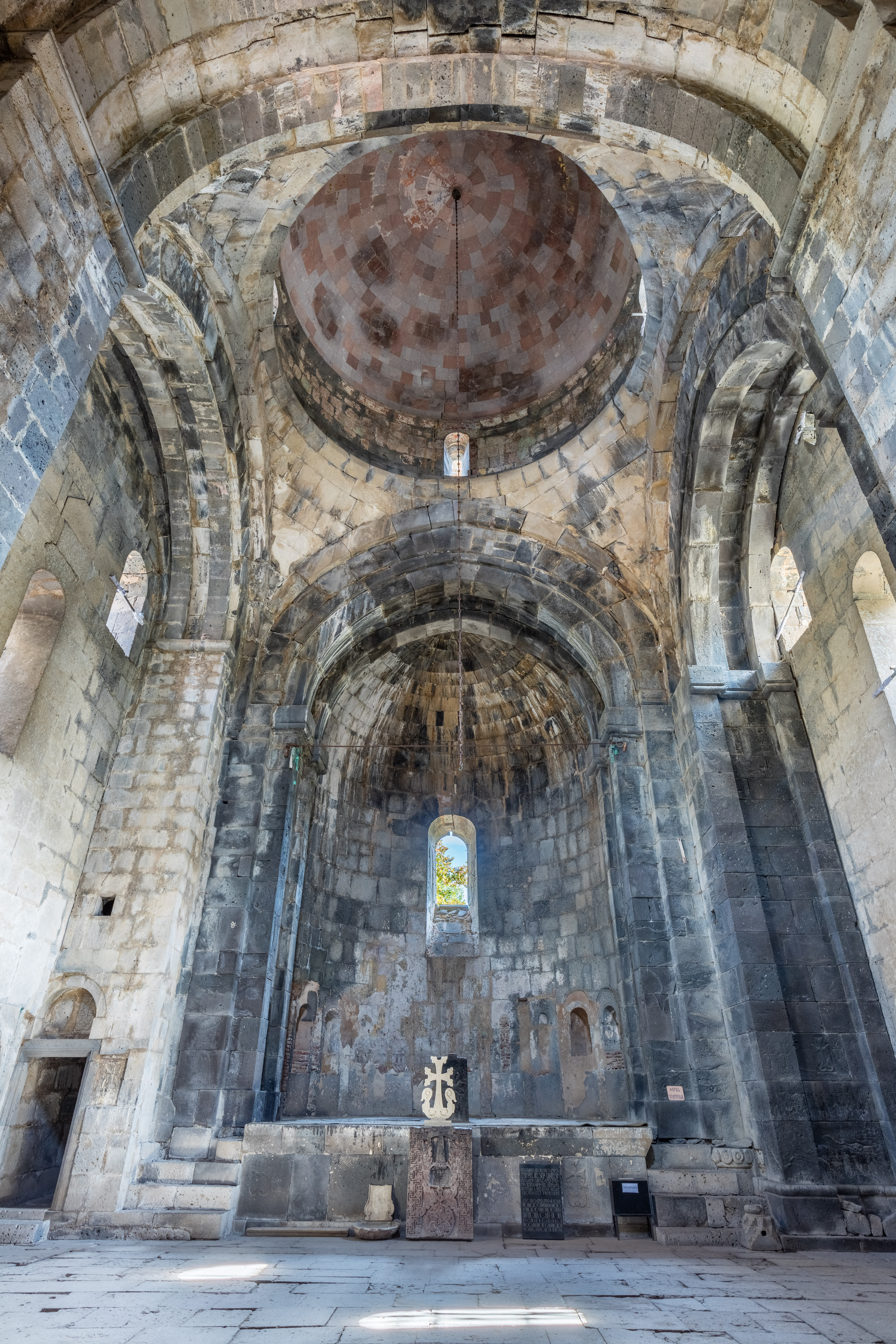
Capelă
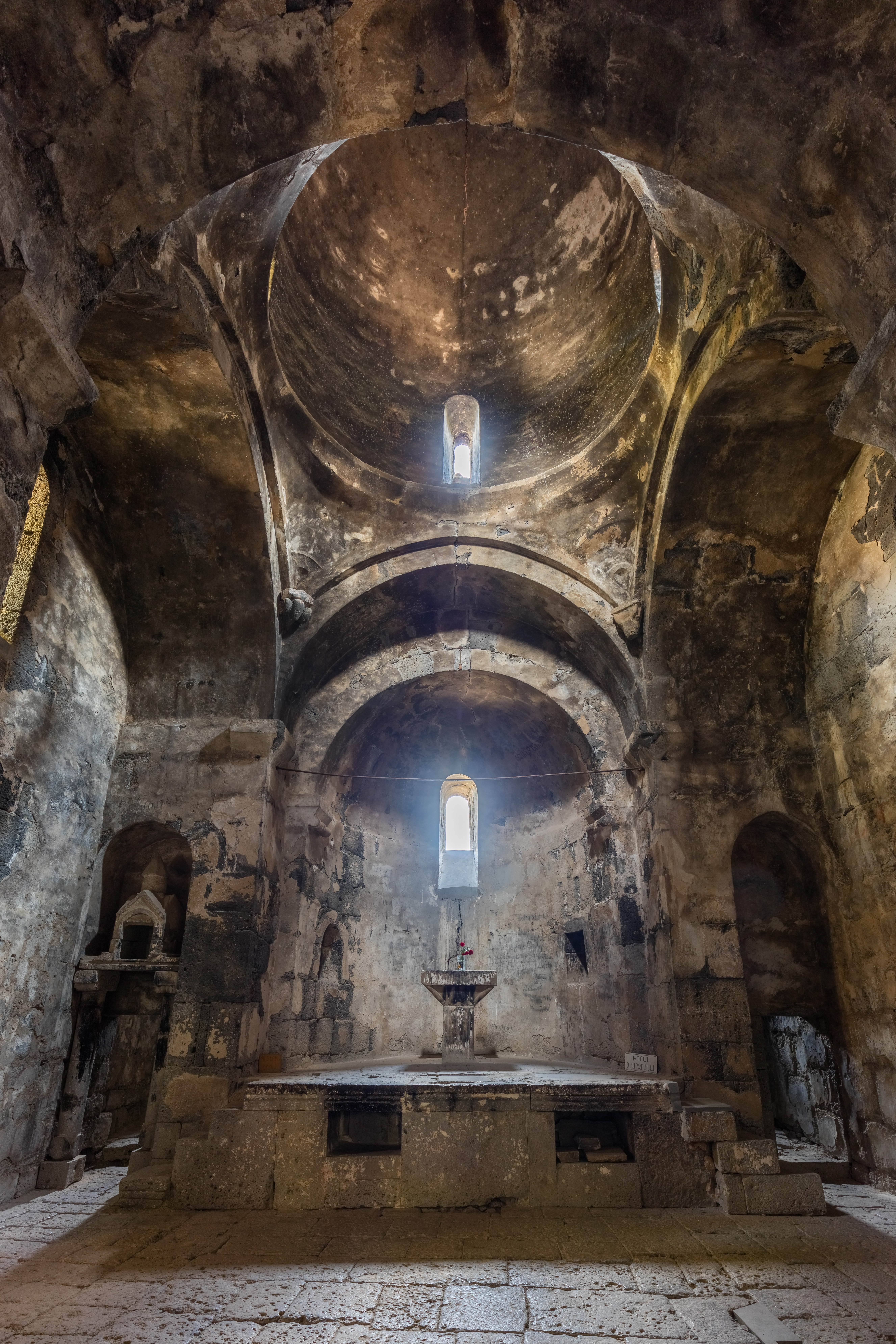
Altă capelă
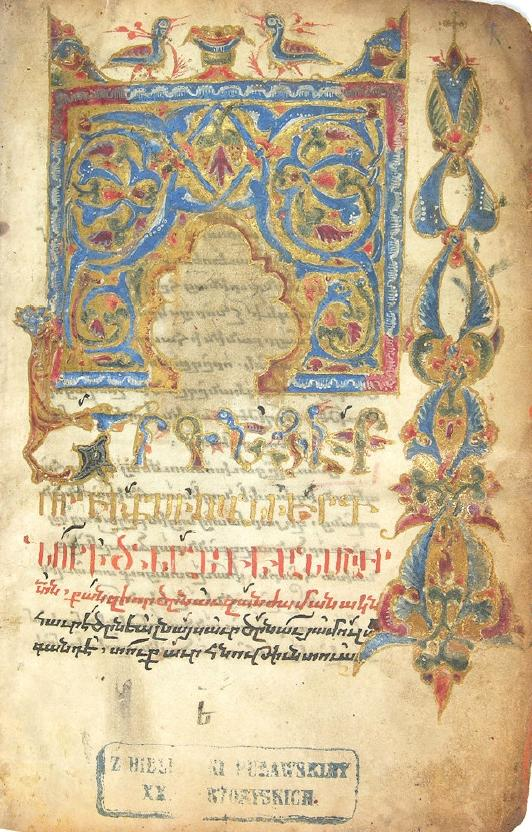
Manuscris din secolul 16 din mănăstirie, Muzeul Czartoryski
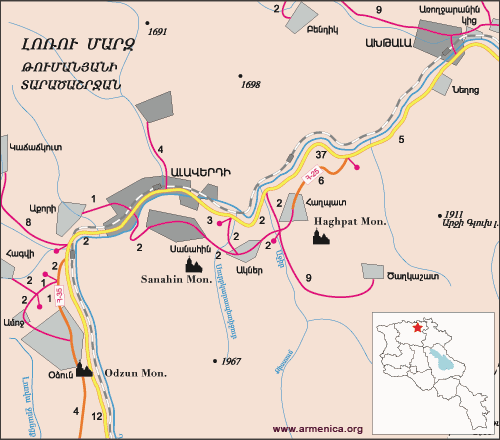
Harta drumurilor de pe teritoriul din jurul mănăstirilor Haghpat și Sanahin